# Lista pierwszych stopni rakiet Falcon 9

Od lewej: Falcon 9 v1.0, v1.1, v1.2 "Full Thrust", Falcon 9 Block 5, Falcon Heavy oraz Falcon Heavy Block 5.

Pierwsze stopnie rakiet Falcon 9 oraz Falcon Heavy tworzone przez SpaceX są wielokrotnego użytku. Produkcja pierwszego stopnia stanowi około 60% ceny uruchomienia jednej rakiety Falcon 9 (wyprodukowanie trzech takich samych stopni stanowi 80% ceny uruchomienia rakiety Falcon Heavy), co skłoniło SpaceX do opracowania programu poświęconego odzyskiwaniu i ponownemu użyciu tych części pojazdów dla znacznego obniżenia kosztów uruchomienia. Po wielu próbach (niektórych już w 2010 roku) pierwsze kontrolowane lądowanie pierwszego stopnia odbyło się 22 grudnia 2015 roku. Od tego czasu firma SpaceX wylądowała i odzyskała pierwsze stopnie swoich rakiet 126 razy ze 137 prób, licząc zsynchronizowane lądowanie bocznych członów podczas lotu testowego Falcona Heavy oraz misji Arabsat-6A i STP-2. Tylko jeden z trzech środkowych członów Falcona Heavy wylądował w czasie tych misji według planu, ale został poważnie uszkodzony podczas transportu.
W sumie 30 odzyskanych pierwszych stopni rakiet Falcon zostało odnowionych i użytych po raz drugi, w tym wiele z nich zostało wykorzystanych w trzech misjach lub więcej. Firma SpaceX celowo ograniczyła pierwsze stopnie w wersji Block 3 oraz Block 4 do maksymalnie dwóch lotów każdy, natomiast w wersji Block 5 zamierzała ich użyć do dziesięciu razy lub więcej bez konieczności gruntownej odnowy.

## Lista pierwszych stopni

### Block 5
Block 5 jest ostatnią wersją pierwszych stopni rakiet Falcon 9 i Falcon Heavy. Zmiany obejmują silniejszą osłonę termiczną, ulepszone silniki, nowe sekcje z kompozytu węglowego, chowane nogi do lądowania, tytanowe lotki i inne usprawnienia, które ułatwiają ich ponowne użycie. Firma SpaceX udowodniła, że pierwszy stopień w tej wersji może zostać wykorzystany w różnych misjach 10 razy lub więcej. 17 czerwca 2022 roku (UTC) odbyło się rekordowe trzynaste lądowanie tego samego pierwszego stopnia Falcona 9 (B1060).
| Numer | Wersja           | Data startu (UTC)         | Numer lotu | Czas odnawiania | Misja                                 | Start     | Lądowanie     | Stan                              |
| ----- | ---------------- | ------------------------- | ---------- | --------------- | ------------------------------------- | --------- | ------------- | --------------------------------- |
| B1046 | F9 Block 5       | 11 maja 2018(dts)         | F9-054     | Brak            | Bangabandhu-1                         | Sukces    | Sukces        | Zniszczony                        |
| B1046 | F9 Block 5       | 7 sierpnia 2018(dts)      | F9-060 ♺   | 88 dni          | Telkom 4 (Merah Putih)                | Sukces    | Sukces        | Zniszczony                        |
| B1046 | F9 Block 5       | 3 grudnia 2018(dts)       | F9-064 ♺   | 118 dni         | SSO-A                                 | Sukces    | Sukces        | Zniszczony                        |
| B1046 | F9 Block 5       | 19 stycznia 2020(dts)     | F9-079 ♺   | 412 dni         | Crew Dragon In-Flight Abort Test      | Sukces    | Bez podejścia | Zniszczony                        |
| B1047 | F9 Block 5       | 22 lipca 2018(dts)        | F9-058     | Brak            | Telstar 19V                           | Sukces    | Sukces        | Wykorzystany                      |
| B1047 | F9 Block 5       | 15 listopada 2018(dts)    | F9-063 ♺   | 116 dni         | Es'hail 2                             | Sukces    | Sukces        | Wykorzystany                      |
| B1047 | F9 Block 5       | 6 sierpnia 2019(dts)      | F9-074 ♺   | 264 dni         | Amos-17                               | Sukces    | Bez podejścia | Wykorzystany                      |
| B1048 | F9 Block 5       | 25 lipca 2018(dts)        | F9-059     | Brak            | Iridium NEXT-7 (10 satelitów)         | Sukces    | Sukces        | Zniszczony                        |
| B1048 | F9 Block 5       | 8 października 2018(dts)  | F9-062 ♺   | 75 dni          | SAOCOM 1A                             | Sukces    | Sukces        | Zniszczony                        |
| B1048 | F9 Block 5       | 22 lutego 2019(dts)       | F9-068 ♺   | 137 dni         | Nusantara Satu (PSN-6) Bereszit       | Sukces    | Sukces        | Zniszczony                        |
| B1048 | F9 Block 5       | 11 listopada 2019(dts)    | F9-075 ♺   | 262 dni         | Starlink-1                            | Sukces    | Sukces        | Zniszczony                        |
| B1048 | F9 Block 5       | 18 marca 2020(dts)        | F9-083 ♺   | 128 dni         | Starlink-5                            | Sukces    | Porażka       | Zniszczony                        |
| B1049 | F9 Block 5       | 10 września 2018(dts)     | F9-061     | Brak            | Telstar 18V / Apstar-5C               | Sukces    | Sukces        | Oczekuje na przypisanie           |
| B1049 | F9 Block 5       | 11 stycznia 2019(dts)     | F9-067 ♺   | 123 dni         | Iridium NEXT-8 (10 satelitów)         | Sukces    | Sukces        | Oczekuje na przypisanie           |
| B1049 | F9 Block 5       | 24 maja 2019(dts)         | F9-071 ♺   | 133 dni         | Starlink-0.9                          | Sukces    | Sukces        | Oczekuje na przypisanie           |
| B1049 | F9 Block 5       | 7 stycznia 2020(dts)      | F9-078 ♺   | 228 dni         | Starlink-2                            | Sukces    | Sukces        | Oczekuje na przypisanie           |
| B1049 | F9 Block 5       | 4 czerwca 2020(dts)       | F9-086 ♺   | 149 dni         | Starlink-7                            | Sukces    | Sukces        | Oczekuje na przypisanie           |
| B1049 | F9 Block 5       | 18 sierpnia 2020(dts)     | F9-091 ♺   | 75 dni          | Starlink-10                           | Sukces    | Sukces        | Oczekuje na przypisanie           |
| B1049 | F9 Block 5       | 25 listopada 2020(dts)    | F9-100 ♺   | 99 dni          | Starlink-15                           | Sukces    | Sukces        | Oczekuje na przypisanie           |
| B1049 | F9 Block 5       | 4 marca 2021(dts)         | F9-109 ♺   | 99 dni          | Starlink-17                           | Sukces    | Sukces        | Oczekuje na przypisanie           |
| B1049 | F9 Block 5       | 4 maja 2021(dts)          | F9-116 ♺   | 61 dni          | Starlink-25                           | Sukces    | Sukces        | Oczekuje na przypisanie           |
| B1049 | F9 Block 5       | 14 września 2021(dts)     | F9-125 ♺   | 133 dni         | Starlink (Grupa 2-1)                  | Sukces    | Sukces        | Oczekuje na przypisanie           |
| B1050 | F9 Block 5       | 5 grudnia 2018(dts)       | F9-065     | Brak            | Dragon CRS-16                         | Sukces    | Porażka       | Odzyskany, rozmontowany na części |
| B1051 | F9 Block 5       | 2 marca 2019(dts)         | F9-069     | Brak            | Crew Dragon Demo-1                    | Sukces    | Sukces        | Oczekuje na start                 |
| B1051 | F9 Block 5       | 12 czerwca 2019(dts)      | F9-072 ♺   | 102 dni         | RADARSAT                              | Sukces    | Sukces        | Oczekuje na start                 |
| B1051 | F9 Block 5       | 29 stycznia 2020(dts)     | F9-080 ♺   | 231 dni         | Starlink-3                            | Sukces    | Sukces        | Oczekuje na start                 |
| B1051 | F9 Block 5       | 22 kwietnia 2020(dts)     | F9-084 ♺   | 84 dni          | Starlink-6                            | Sukces    | Sukces        | Oczekuje na start                 |
| B1051 | F9 Block 5       | 7 sierpnia 2020(dts)      | F9-090 ♺   | 107 dni         | Starlink-9                            | Sukces    | Sukces        | Oczekuje na start                 |
| B1051 | F9 Block 5       | 18 października 2020(dts) | F9-095 ♺   | 72 dni          | Starlink-13                           | Sukces    | Sukces        | Oczekuje na start                 |
| B1051 | F9 Block 5       | 13 grudnia 2020(dts)      | F9-102 ♺   | 56 dni          | SXM-7                                 | Sukces    | Sukces        | Oczekuje na start                 |
| B1051 | F9 Block 5       | 20 stycznia 2021(dts)     | F9-105 ♺   | 38 dni          | Starlink-16                           | Sukces    | Sukces        | Oczekuje na start                 |
| B1051 | F9 Block 5       | 14 marca 2021(dts)        | F9-111 ♺   | 53 dni          | Starlink-21                           | Sukces    | Sukces        | Oczekuje na start                 |
| B1051 | F9 Block 5       | 9 maja 2021(dts)          | F9-117 ♺   | 56 dni          | Starlink-27                           | Sukces    | Sukces        | Oczekuje na start                 |
| B1051 | F9 Block 5       | 18 grudnia 2021(dts)      | F9-132 ♺   | 223 dni         | Starlink (Grupa 4-4)                  | Sukces    | Sukces        | Oczekuje na start                 |
| B1051 | F9 Block 5       | 19 marca 2022(dts)        | F9-145 ♺   | 91 dni          | Starlink (Grupa 4-12)                 | Sukces    | Sukces        | Oczekuje na start                 |
| B1051 | F9 Block 5       | 14 lipca 2022(dts)        | F9-1XX ♺   | 117 dni         | Starlink (Grupa 4-25)                 | Planowany | Planowane     | Oczekuje na start                 |
| B1052 | FH (B5) boczny   | 11 kwietnia 2019(dts)     | FH-002     | Brak            | Arabsat-6A                            | Sukces    | Sukces        | Oczekuje na start                 |
| B1052 | FH (B5) boczny   | 25 czerwca 2019(dts)      | FH-003 ♺   | 75 dni          | STP-2                                 | Sukces    | Sukces        | Oczekuje na start                 |
| B1052 | F9 Block 5       | 31 stycznia 2022(dts)     | F9-138 ♺   | 951 dni         | CSG-2                                 | Sukces    | Sukces        | Oczekuje na start                 |
| B1052 | F9 Block 5       | 9 marca 2022(dts)         | F9-144 ♺   | 37 dni          | Starlink (Grupa 4-10)                 | Sukces    | Sukces        | Oczekuje na start                 |
| B1052 | F9 Block 5       | 18 maja 2022(dts)         | F9-155 ♺   | 70 dni          | Starlink (Grupa 4-18)                 | Sukces    | Sukces        | Oczekuje na start                 |
| B1052 | FH (B5) boczny   | wrzesień 2022             | FH-00X ♺   | ?               | ViaSat-3 Americas                     | Planowany | ?             | Oczekuje na start                 |
| B1053 | FH (B5) boczny   | 11 kwietnia 2019(dts)     | FH-002     | Brak            | Arabsat-6A                            | Sukces    | Sukces        | Oczekuje na start                 |
| B1053 | FH (B5) boczny   | 25 czerwca 2019(dts)      | FH-003 ♺   | 75 dni          | STP-2                                 | Sukces    | Sukces        | Oczekuje na start                 |
| B1053 | FH (B5) boczny   | wrzesień 2022             | FH-00X ♺   | ?               | ViaSat-3 Americas                     | Planowany | ?             | Oczekuje na start                 |
| B1054 | F9 Block 5       | 23 grudnia 2018(dts)      | F9-066     | Brak            | GPS III-01 (Vespucci)                 | Sukces    | Bez podejścia | Wykorzystany                      |
| B1055 | FH (B5) środkowy | 11 kwietnia 2019(dts)     | FH-002     | Brak            | Arabsat-6A                            | Sukces    | Sukces        | Zniszczony                        |
| B1056 | F9 Block 5       | 4 maja 2019(dts)          | F9-070     | Brak            | Dragon CRS-17                         | Sukces    | Sukces        | Utracony na morzu                 |
| B1056 | F9 Block 5       | 25 lipca 2019(dts)        | F9-073 ♺   | 82 dni          | Dragon CRS-18                         | Sukces    | Sukces        | Utracony na morzu                 |
| B1056 | F9 Block 5       | 17 grudnia 2019(dts)      | F9-077 ♺   | 145 dni         | JCSat-18                              | Sukces    | Sukces        | Utracony na morzu                 |
| B1056 | F9 Block 5       | 17 lutego 2020(dts)       | F9-081 ♺   | 62 dni          | Starlink-4                            | Sukces    | Porażka       | Utracony na morzu                 |
| B1057 | FH (B5) środkowy | 25 czerwca 2019(dts)      | FH-003     | Brak            | STP-2                                 | Sukces    | Porażka       | Zniszczony                        |
| B1058 | F9 Block 5       | 30 maja 2020(dts)         | F9-085     | Brak            | Crew Dragon Endeavour (Demo-2)        | Sukces    | Sukces        | Oczekuje na start                 |
| B1058 | F9 Block 5       | 20 lipca 2020(dts)        | F9-089 ♺   | 51 dni          | ANASIS-II                             | Sukces    | Sukces        | Oczekuje na start                 |
| B1058 | F9 Block 5       | 6 października 2020(dts)  | F9-094 ♺   | 78 dni          | Starlink-12                           | Sukces    | Sukces        | Oczekuje na start                 |
| B1058 | F9 Block 5       | 6 grudnia 2020(dts)       | F9-101 ♺   | 61 dni          | Dragon 2 CRS-21                       | Sukces    | Sukces        | Oczekuje na start                 |
| B1058 | F9 Block 5       | 24 stycznia 2021(dts)     | F9-106 ♺   | 49 dni          | Transporter-1                         | Sukces    | Sukces        | Oczekuje na start                 |
| B1058 | F9 Block 5       | 11 marca 2021(dts)        | F9-110 ♺   | 46 dni          | Starlink-20                           | Sukces    | Sukces        | Oczekuje na start                 |
| B1058 | F9 Block 5       | 7 kwietnia 2021(dts)      | F9-113 ♺   | 27 dni          | Starlink-23                           | Sukces    | Sukces        | Oczekuje na start                 |
| B1058 | F9 Block 5       | 15 maja 2021(dts)         | F9-118 ♺   | 38 dni          | Starlink-26                           | Sukces    | Sukces        | Oczekuje na start                 |
| B1058 | F9 Block 5       | 13 listopada 2021(dts)    | F9-128 ♺   | 58 dni          | Starlink (Grupa 4-1)                  | Sukces    | Sukces        | Oczekuje na start                 |
| B1058 | F9 Block 5       | 13 stycznia 2022(dts)     | F9-136 ♺   | 61 dni          | Transporter-3                         | Sukces    | Sukces        | Oczekuje na start                 |
| B1058 | F9 Block 5       | 21 lutego 2022(dts)       | F9-141 ♺   | 39 dni          | Starlink (Grupa 4-8)                  | Sukces    | Sukces        | Oczekuje na start                 |
| B1058 | F9 Block 5       | 6 maja 2022(dts)          | F9-152 ♺   | 74 dni          | Starlink (Grupa 4-17)                 | Sukces    | Sukces        | Oczekuje na start                 |
| B1058 | F9 Block 5       | 26 czerwca 2022(dts)      | F9-161 ♺   | 51 dni          | Starlink (Grupa 4-21)                 | Planowany | Planowane     | Oczekuje na start                 |
| B1059 | F9 Block 5       | 5 grudnia 2019(dts)       | F9-076     | Brak            | Dragon CRS-19                         | Sukces    | Sukces        | Zniszczony                        |
| B1059 | F9 Block 5       | 7 marca 2020(dts)         | F9-082 ♺   | 93 dni          | Dragon CRS-20                         | Sukces    | Sukces        | Zniszczony                        |
| B1059 | F9 Block 5       | 13 czerwca 2020(dts)      | F9-087 ♺   | 98 dni          | Starlink-8                            | Sukces    | Sukces        | Zniszczony                        |
| B1059 | F9 Block 5       | 30 sierpnia 2020(dts)     | F9-092 ♺   | 78 dni          | SAOCOM 1B                             | Sukces    | Sukces        | Zniszczony                        |
| B1059 | F9 Block 5       | 19 grudnia 2020(dts)      | F9-103 ♺   | 111 dni         | NROL-108                              | Sukces    | Sukces        | Zniszczony                        |
| B1059 | F9 Block 5       | 16 lutego 2021(dts)       | F9-108 ♺   | 59 dni          | Starlink-19                           | Sukces    | Porażka       | Zniszczony                        |
| B1060 | F9 Block 5       | 30 czerwca 2020(dts)      | F9-088     | Brak            | GPS III-03 (Matthew Henson)           | Sukces    | Sukces        | W drodze do Portu Canaveral       |
| B1060 | F9 Block 5       | 3 września 2020(dts)      | F9-093 ♺   | 65 dni          | Starlink-11                           | Sukces    | Sukces        | W drodze do Portu Canaveral       |
| B1060 | F9 Block 5       | 24 października 2020(dts) | F9-096 ♺   | 51 dni          | Starlink-14                           | Sukces    | Sukces        | W drodze do Portu Canaveral       |
| B1060 | F9 Block 5       | 8 stycznia 2021(dts)      | F9-104 ♺   | 76 dni          | Türksat 5A                            | Sukces    | Sukces        | W drodze do Portu Canaveral       |
| B1060 | F9 Block 5       | 4 lutego 2021(dts)        | F9-107 ♺   | 27 dni          | Starlink-18                           | Sukces    | Sukces        | W drodze do Portu Canaveral       |
| B1060 | F9 Block 5       | 24 marca 2021(dts)        | F9-112 ♺   | 48 dni          | Starlink-22                           | Sukces    | Sukces        | W drodze do Portu Canaveral       |
| B1060 | F9 Block 5       | 29 kwietnia 2021(dts)     | F9-115 ♺   | 36 dni          | Starlink-24                           | Sukces    | Sukces        | W drodze do Portu Canaveral       |
| B1060 | F9 Block 5       | 30 czerwca 2021(dts)      | F9-123 ♺   | 62 dni          | Transporter-2                         | Sukces    | Sukces        | W drodze do Portu Canaveral       |
| B1060 | F9 Block 5       | 2 grudnia 2021(dts)       | F9-130 ♺   | 155 dni         | Starlink (Grupa 4-3)                  | Sukces    | Sukces        | W drodze do Portu Canaveral       |
| B1060 | F9 Block 5       | 19 stycznia 2022(dts)     | F9-137 ♺   | 48 dni          | Starlink (Grupa 4-6)                  | Sukces    | Sukces        | W drodze do Portu Canaveral       |
| B1060 | F9 Block 5       | 3 marca 2022(dts)         | F9-143 ♺   | 43 dni          | Starlink (Grupa 4-9)                  | Sukces    | Sukces        | W drodze do Portu Canaveral       |
| B1060 | F9 Block 5       | 21 kwietnia 2022(dts)     | F9-149 ♺   | 49 dni          | Starlink (Grupa 4-14)                 | Sukces    | Sukces        | W drodze do Portu Canaveral       |
| B1060 | F9 Block 5       | 17 czerwca 2022(dts)      | F9-158 ♺   | 57 dni          | Starlink (Grupa 4-19)                 | Sukces    | Sukces        | W drodze do Portu Canaveral       |
| B1061 | F9 Block 5       | 16 listopada 2020(dts)    | F9-098     | Brak            | Crew Dragon Resilience (Crew-1)       | Sukces    | Sukces        | W drodze do Portu Canaveral       |
| B1061 | F9 Block 5       | 23 kwietnia 2021(dts)     | F9-114 ♺   | 158 dni         | Crew Dragon Endeavour (Crew-2)        | Sukces    | Sukces        | W drodze do Portu Canaveral       |
| B1061 | F9 Block 5       | 6 czerwca 2021(dts)       | F9-121 ♺   | 44 dni          | SXM-8                                 | Sukces    | Sukces        | W drodze do Portu Canaveral       |
| B1061 | F9 Block 5       | 29 sierpnia 2021(dts)     | F9-124 ♺   | 84 dni          | Dragon 2 CRS-23                       | Sukces    | Sukces        | W drodze do Portu Canaveral       |
| B1061 | F9 Block 5       | 9 grudnia 2021(dts)       | F9-131 ♺   | 102 dni         | IXPE                                  | Sukces    | Sukces        | W drodze do Portu Canaveral       |
| B1061 | F9 Block 5       | 3 lutego 2022(dts)        | F9-140 ♺   | 56 dni          | Starlink (Grupa 4-7)                  | Sukces    | Sukces        | W drodze do Portu Canaveral       |
| B1061 | F9 Block 5       | 1 kwietnia 2022(dts)      | F9-146 ♺   | 57 dni          | Transporter-4                         | Sukces    | Sukces        | W drodze do Portu Canaveral       |
| B1061 | F9 Block 5       | 25 maja 2022(dts)         | F9-156 ♺   | 54 dni          | Transporter-5                         | Sukces    | Sukces        | W drodze do Portu Canaveral       |
| B1061 | F9 Block 5       | 19 czerwca 2022(dts)      | F9-160 ♺   | 25 dni          | Globalstar FM15                       | Sukces    | Sukces        | W drodze do Portu Canaveral       |
| B1062 | F9 Block 5       | 5 listopada 2020(dts)     | F9-097     | Brak            | GPS III-04 (Sacagawea)                | Sukces    | Sukces        | W trakcie odnawiania              |
| B1062 | F9 Block 5       | 17 czerwca 2021(dts)      | F9-122 ♺   | 224 dni         | GPS III-05 (Neil Armstrong)           | Sukces    | Sukces        | W trakcie odnawiania              |
| B1062 | F9 Block 5       | 16 września 2021(dts)     | F9-126 ♺   | 91 dni          | Crew Dragon Resilience (Inspiration4) | Sukces    | Sukces        | W trakcie odnawiania              |
| B1062 | F9 Block 5       | 6 stycznia 2022(dts)      | F9-135 ♺   | 112 dni         | Starlink (Grupa 4-5)                  | Sukces    | Sukces        | W trakcie odnawiania              |
| B1062 | F9 Block 5       | 8 kwietnia 2022(dts)      | F9-147 ♺   | 92 dni          | Crew Dragon Endeavour (Ax-1)          | Sukces    | Sukces        | W trakcie odnawiania              |
| B1062 | F9 Block 5       | 29 kwietnia 2022(dts)     | F9-151 ♺   | 21 dni          | Starlink (Grupa 4-16)                 | Sukces    | Sukces        | W trakcie odnawiania              |
| B1062 | F9 Block 5       | 8 czerwca 2022(dts)       | F9-157 ♺   | 40 dni          | Nilesat 301                           | Sukces    | Sukces        | W trakcie odnawiania              |
| B1063 | F9 Block 5       | 21 listopada 2020(dts)    | F9-099     | Brak            | Sentinel-6 (Michael Freilich)         | Sukces    | Sukces        | W trakcie odnawiania              |
| B1063 | F9 Block 5       | 26 maja 2021(dts)         | F9-119 ♺   | 186 dni         | Starlink-28                           | Sukces    | Sukces        | W trakcie odnawiania              |
| B1063 | F9 Block 5       | 24 listopada 2021(dts)    | F9-129 ♺   | 182 dni         | DART                                  | Sukces    | Sukces        | W trakcie odnawiania              |
| B1063 | F9 Block 5       | 25 lutego 2022(dts)       | F9-142 ♺   | 93 dni          | Starlink (Grupa 4-11)                 | Sukces    | Sukces        | W trakcie odnawiania              |
| B1063 | F9 Block 5       | 13 maja 2022(dts)         | F9-153 ♺   | 77 dni          | Starlink (Grupa 4-13)                 | Sukces    | Sukces        | W trakcie odnawiania              |
| B1064 | FH (B5) boczny   | październik 2022          | FH-00X     | Brak            | USSF-52                               | Planowany | Planowane     | Oczekuje na start                 |
| B1064 | FH (B5) boczny   | grudzień 2022             | FH-00X ♺   | ?               | USSF-44                               | Planowany | Planowane     | Oczekuje na start                 |
| B1065 | FH (B5) boczny   | październik 2022          | FH-00X     | Brak            | USSF-52                               | Planowany | Planowane     | Oczekuje na start                 |
| B1065 | FH (B5) boczny   | grudzień 2022             | FH-00X ♺   | ?               | USSF-44                               | Planowany | Planowane     | Oczekuje na start                 |
| B1066 | FH (B5) środkowy | grudzień 2022             | FH-00X     | Brak            | USSF-44                               | Planowany | Bez podejścia | Oczekuje na start                 |
| B1067 | F9 Block 5       | 3 czerwca 2021(dts)       | F9-120     | Brak            | Dragon 2 CRS-22                       | Sukces    | Sukces        | Oczekuje na start                 |
| B1067 | F9 Block 5       | 11 listopada 2021(dts)    | F9-127 ♺   | 161 dni         | Crew Dragon Endurance (Crew-3)        | Sukces    | Sukces        | Oczekuje na start                 |
| B1067 | F9 Block 5       | 19 grudnia 2021(dts)      | F9-133 ♺   | 38 dni          | Türksat 5B                            | Sukces    | Sukces        | Oczekuje na start                 |
| B1067 | F9 Block 5       | 27 kwietnia 2022(dts)     | F9-150 ♺   | 129 dni         | Crew Dragon Freedom (Crew-4)          | Sukces    | Sukces        | Oczekuje na start                 |
| B1067 | F9 Block 5       | 12 lipca 2022(dts)        | F9-1XX ♺   | 76 dni          | Dragon 2 CRS-25                       | Planowany | Planowane     | Oczekuje na start                 |
| B1068 | FH (B5) środkowy | wrzesień 2022             | FH-00X     | Brak            | ViaSat-3 Americas                     | Planowany | Bez podejścia | Oczekuje na start                 |
| B1069 | F9 Block 5       | 21 grudnia 2021(dts)      | F9-134     | Brak            | Dragon 2 CRS-24                       | Sukces    | Sukces        | Oczekuje na start                 |
| B1069 | F9 Block 5       | sierpień 2022             | F9-1XX ♺   | ?               | Starlink (Grupa 4-26)                 | Planowany | Planowane     | Oczekuje na start                 |
| B1070 | FH (B5) środkowy | październik 2022          | FH-00X     | Brak            | USSF-52                               | Planowany | Bez podejścia | Oczekuje na start                 |
| B1071 | F9 Block 5       | 2 lutego 2022(dts)        | F9-139     | Brak            | NROL-87                               | Sukces    | Sukces        | W trakcie odnawiania              |
| B1071 | F9 Block 5       | 17 kwietnia 2022(dts)     | F9-148 ♺   | 74 dni          | NROL-85                               | Sukces    | Sukces        | W trakcie odnawiania              |
| B1071 | F9 Block 5       | 18 czerwca 2022(dts)      | F9-159 ♺   | 62 dni          | SARah-1                               | Sukces    | Sukces        | W trakcie odnawiania              |
| B1072 | FH (B5) boczny   | 20 września 2022(dts)     | FH-00X     | Brak            | Psyche                                | Planowany | Planowane     | Oczekuje na start                 |
| B1073 | F9 Block 5       | 14 maja 2022(dts)         | F9-154     | Brak            | Starlink (Grupa 4-15)                 | Sukces    | Sukces        | Oczekuje na start                 |
| B1073 | F9 Block 5       | 28 czerwca 2022(dts)      | F9-162 ♺   | 45 dni          | SES-22                                | Planowany | Planowane     | Oczekuje na start                 |
| B1074 | FH (B5) środkowy | 20 września 2022(dts)     | FH-00X     | Brak            | Psyche                                | Planowany | Bez podejścia | Oczekuje na start                 |
| B1075 | FH (B5) boczny   | 20 września 2022(dts)     | FH-00X     | Brak            | Psyche                                | Planowany | Planowane     | Oczekuje na start                 |

### Od wersji "Full Thrust" do Block 4
Falcon 9 "Full Thrust" był pierwszą wersją rakiet z rodziny Falcon, której udało się wylądować. Zmiany obejmowały większy zbiornik paliwa, ulepszone silniki oraz schłodzone paliwo i utleniacz dla zwiększenia wydajności. Poniższa tabela zawiera również pierwsze stopnie w wersji Block 4, które zostały wzbogacone o nowe usprawnienia, takie jak tytanowe lotki używane później w pierwszych stopniach wersji Block 5. Te człony rakiet Falcon mogły zostać użyte do misji maksymalnie dwa razy, później były wycofywane.
| Numer | Wersja         | Data startu (UTC)         | Numer lotu | Czas odnawiania | Misja                                   | Start  | Lądowanie     | Stan         |
| ----- | -------------- | ------------------------- | ---------- | --------------- | --------------------------------------- | ------ | ------------- | ------------ |
| B1019 | Full Thrust    | 22 grudnia 2015(dts)      | F9-020     | Brak            | Orbcomm OG2-2 (11 satelitów)            | Sukces | Sukces        | Wycofany     |
| B1020 | Full Thrust    | 4 marca 2016(dts)         | F9-022     | Brak            | SES-9                                   | Sukces | Porażka       | Zniszczony   |
| B1021 | Full Thrust    | 8 kwietnia 2016(dts)      | F9-023     | Brak            | Dragon CRS-8                            | Sukces | Sukces        | Wycofany     |
| B1021 | Full Thrust    | 30 marca 2017(dts)        | F9-032 ♺   | 356 dni         | SES-10                                  | Sukces | Sukces        | Wycofany     |
| B1022 | Full Thrust    | 6 maja 2016(dts)          | F9-024     | Brak            | JCSAT-14                                | Sukces | Sukces        | Wycofany     |
| B1023 | Full Thrust    | 27 maja 2016(dts)         | F9-025     | Brak            | Thaicom 8                               | Sukces | Sukces        | Wycofany     |
| B1023 | Heavy boczny   | 6 lutego 2018(dts)        | FH-001 ♺   | 620 dni         | Tesla Roadster                          | Sukces | Sukces        | Wycofany     |
| B1024 | Full Thrust    | 15 czerwca 2016(dts)      | F9-026     | Brak            | ABS-2A / Eutelsat 117 West B            | Sukces | Porażka       | Zniszczony   |
| B1025 | Full Thrust    | 18 lipca 2016(dts)        | F9-027     | Brak            | Dragon CRS-9                            | Sukces | Sukces        | Wycofany     |
| B1025 | Heavy boczny   | 6 lutego 2018(dts)        | FH-001 ♺   | 568 dni         | Tesla Roadster                          | Sukces | Sukces        | Wycofany     |
| B1026 | Full Thrust    | 14 sierpnia 2016(dts)     | F9-028     | Brak            | JCSAT-16                                | Sukces | Sukces        | Wycofany     |
| B1027 | Heavy testowy  | Brak                      | Brak       | Brak            | Brak                                    | Brak   | Brak          | Brak         |
| B1028 | Full Thrust    | 3 września 2016(dts)      | Brak       | Brak            | Amos-6                                  | Brak   | Brak          | Zniszczony   |
| B1029 | Full Thrust    | 14 stycznia 2017(dts)     | F9-029     | Brak            | Iridium NEXT-1 (10 satelitów)           | Sukces | Sukces        | Wycofany     |
| B1029 | Full Thrust    | 23 czerwca 2017(dts)      | F9-036 ♺   | 160 dni         | BulgariaSat-1                           | Sukces | Sukces        | Wycofany     |
| B1030 | Full Thrust    | 16 marca 2017(dts)        | F9-031     | Brak            | EchoStar 23                             | Sukces | Bez podejścia | Wykorzystany |
| B1031 | Full Thrust    | 19 lutego 2017(dts)       | F9-030     | Brak            | Dragon CRS-10                           | Sukces | Sukces        | Wycofany     |
| B1031 | Full Thrust    | 11 października 2017(dts) | F9-043 ♺   | 234 dni         | SES-11 / EchoStar 105                   | Sukces | Sukces        | Wycofany     |
| B1032 | Full Thrust    | 1 maja 2017(dts)          | F9-033     | Brak            | NROL-76                                 | Sukces | Sukces        | Wykorzystany |
| B1032 | Full Thrust    | 31 stycznia 2018(dts)     | F9-048 ♺   | 275 dni         | GovSat-1 / SES-16                       | Sukces | Ocean         | Wykorzystany |
| B1033 | Heavy środkowy | 6 lutego 2018(dts)        | FH-001     | Brak            | Tesla Roadster                          | Sukces | Porażka       | Zniszczony   |
| B1034 | Full Thrust    | 15 maja 2017(dts)         | F9-034     | Brak            | Inmarsat-5 F4                           | Sukces | Bez podejścia | Wykorzystany |
| B1035 | Full Thrust    | 3 czerwca 2017(dts)       | F9-035     | Brak            | Dragon CRS-11                           | Sukces | Sukces        | Wycofany     |
| B1035 | Full Thrust    | 15 grudnia 2017(dts)      | F9-045 ♺   | 195 dni         | Dragon CRS-13                           | Sukces | Sukces        | Wycofany     |
| B1036 | Full Thrust    | 25 czerwca 2017(dts)      | F9-037     | Brak            | Iridium NEXT-2 (10 satelitów)           | Sukces | Sukces        | Wykorzystany |
| B1036 | Full Thrust    | 23 grudnia 2017(dts)      | F9-046 ♺   | 181 dni         | Iridium NEXT-4 (10 satelitów)           | Sukces | Ocean         | Wykorzystany |
| B1037 | Full Thrust    | 5 lipca 2017(dts)         | F9-038     | Brak            | Intelsat 35e                            | Sukces | Bez podejścia | Wykorzystany |
| B1038 | Full Thrust    | 24 sierpnia 2017(dts)     | F9-040     | Brak            | Formosat-5                              | Sukces | Sukces        | Wykorzystany |
| B1038 | Full Thrust    | 22 lutego 2018(dts)       | F9-049 ♺   | 182 dni         | Paz                                     | Sukces | Bez podejścia | Wykorzystany |
| B1039 | Block 4        | 14 sierpnia 2017(dts)     | F9-039     | Brak            | Dragon CRS-12                           | Sukces | Sukces        | Wykorzystany |
| B1039 | Block 4        | 2 kwietnia 2018(dts)      | F9-052 ♺   | 231 dni         | Dragon CRS-14                           | Sukces | Bez podejścia | Wykorzystany |
| B1040 | Block 4        | 7 września 2017(dts)      | F9-041     | Brak            | Boeing X-37B OTV-5                      | Sukces | Sukces        | Wykorzystany |
| B1040 | Block 4        | 4 czerwca 2018(dts)       | F9-056 ♺   | 270 dni         | SES-12                                  | Sukces | Bez podejścia | Wykorzystany |
| B1041 | Block 4        | 9 października 2017(dts)  | F9-042     | Brak            | Iridium NEXT-3 (10 satelitów)           | Sukces | Sukces        | Wykorzystany |
| B1041 | Block 4        | 30 marca 2018(dts)        | F9-051 ♺   | 172 dni         | Iridium NEXT-5 (10 satelitów)           | Sukces | Bez podejścia | Wykorzystany |
| B1042 | Block 4        | 30 października 2017(dts) | F9-044     | Brak            | Koreasat 5A                             | Sukces | Sukces        | Wycofany     |
| B1043 | Block 4        | 8 stycznia 2018(dts)      | F9-047     | Brak            | Zuma                                    | Sukces | Sukces        | Wykorzystany |
| B1043 | Block 4        | 22 maja 2018(dts)         | F9-055 ♺   | 134 dni         | Iridium NEXT-6 (5 satelitów / GRACE-FO) | Sukces | Bez podejścia | Wykorzystany |
| B1044 | Block 4        | 6 marca 2018(dts)         | F9-050     | Brak            | Hispasat 30W-6                          | Sukces | Bez podejścia | Wykorzystany |
| B1045 | Block 4        | 18 kwietnia 2018(dts)     | F9-053     | Brak            | TESS                                    | Sukces | Sukces        | Wykorzystany |
| B1045 | Block 4        | 29 czerwca 2018(dts)      | F9-057 ♺   | 72 dni          | Dragon CRS-15                           | Sukces | Bez podejścia | Wykorzystany |

### Od wersji v1.0 do v1.1
Te pierwsze stopnie były pierwszymi wersjami rakiety Falcon 9. Wyglądały one inaczej niż współczesne pojazdy, którymi dysponuje SpaceX - miały mniejsze zbiorniki paliwa oraz mniej mocy. Dwa pierwsze człony w wersji v1.0 posiadały spadochrony, jednak po nieudanych próbach ich odzyskania SpaceX zdecydowało się na rozwój systemu lądowania z użyciem silników. Eksperymenty obejmowały lądowanie w morzu lub na barce "Just Read the Instructions". Żaden z poniższych pierwszych stopni nie przetrwał po swoim locie orbitalnym. Dwa wymienione pojazdy testowe wykonały tylko kilka krótkich lotów.
| Numer             | Wersja       | Data startu (UTC)        | Numer lotu | Misja                        | Start            | Lądowanie           | Stan         |
| ----------------- | ------------ | ------------------------ | ---------- | ---------------------------- | ---------------- | ------------------- | ------------ |
| B0001             | v1.0 testowy | Brak                     | Brak       | Brak                         | Brak             | Brak                | Brak         |
| B0002 Grasshopper | v1.0 testowy | 8 lotów testowych        | Brak       | Brak                         | Suborbitalny     | 8 lądowań testowych | Wycofany     |
| B0003             | v1.0         | 4 czerwca 2010(dts)      | F9-001     | Dragon SQU                   | Sukces           | Porażka             | Zniszczony   |
| B0004             | v1.0         | 8 grudnia 2010(dts)      | F9-002     | Dragon demo flight C1        | Sukces           | Porażka             | Zniszczony   |
| B0005             | v1.0         | 22 maja 2012(dts)        | F9-003     | Dragon demo flight C2+       | Sukces           | Bez podejścia       | Wykorzystany |
| B0006             | v1.0         | 8 października 2012(dts) | F9-004     | Dragon CRS-1                 | Częściowy sukces | Bez podejścia       | Wykorzystany |
| B0007             | v1.0         | 1 marca 2013(dts)        | F9-005     | Dragon CRS-2                 | Sukces           | Bez podejścia       | Wykorzystany |
| B1001             | v1.1 testowy | Brak                     | Brak       | Brak                         | Brak             | Brak                | Brak         |
| B1002 F9R Dev1    | v1.1 testowy | 5 lotów testowych        | Brak       | Brak                         | Suborbitalny     | 4 lądowania testowe | Zniszczony   |
| B1003             | v1.1         | 29 września 2013(dts)    | F9-006     | CASSIOPE                     | Sukces           | Porażka             | Zniszczony   |
| B1004             | v1.1         | 3 grudnia 2013(dts)      | F9-007     | SES-8                        | Sukces           | Bez podejścia       | Wykorzystany |
| B1005             | v1.1         | 6 stycznia 2014(dts)     | F9-008     | Thaicom 6                    | Sukces           | Bez podejścia       | Wykorzystany |
| B1006             | v1.1         | 18 kwietnia 2014(dts)    | F9-009     | Dragon CRS-3                 | Sukces           | Ocean               | Wykorzystany |
| B1007             | v1.1         | 17 lipca 2014(dts)       | F9-010     | Orbcomm OG2-1 (6 satelitów)  | Sukces           | Ocean               | Wykorzystany |
| B1008             | v1.1         | 5 sierpnia 2014(dts)     | F9-011     | AsiaSat 8                    | Sukces           | Bez podejścia       | Wykorzystany |
| B1009 F9R Dev2    | v1.1 testowy | Brak                     | Brak       | Brak                         | Brak             | Brak                | Nieukończony |
| B1010             | v1.1         | 21 września 2014(dts)    | F9-013     | Dragon CRS-4                 | Sukces           | Porażka             | Zniszczony   |
| B1011             | v1.1         | 7 września 2014(dts)     | F9-012     | AsiaSat 6 / Thaicom 7        | Sukces           | Bez podejścia       | Wykorzystany |
| B1012             | v1.1         | 10 stycznia 2015(dts)    | F9-014     | Dragon CRS-5                 | Sukces           | Porażka             | Zniszczony   |
| B1013             | v1.1         | 11 lutego 2015(dts)      | F9-015     | DSCOVR                       | Sukces           | Ocean               | Wykorzystany |
| B1014             | v1.1         | 2 marca 2015(dts)        | F9-016     | ABS-3A / Eutelsat 115 West B | Sukces           | Bez podejścia       | Wykorzystany |
| B1015             | v1.1         | 14 kwietnia 2015(dts)    | F9-017     | Dragon CRS-6                 | Sukces           | Porażka             | Zniszczony   |
| B1016             | v1.1         | 27 kwietnia 2015(dts)    | F9-018     | TürkmenÄlem 52°E / MonacoSAT | Sukces           | Bez podejścia       | Wykorzystany |
| B1017             | v1.1         | 17 stycznia 2016(dts)    | F9-021     | Jason-3                      | Sukces           | Porażka             | Zniszczony   |
| B1018             | v1.1         | 28 czerwca 2015(dts)     | F9-019     | Dragon CRS-7                 | Porażka          | Brak                | Zniszczony   |